# Secuencia reguladora
Una secuencia reguladora (también denominada región reguladora o "elemento regulador") es un segmento de ADN donde las proteínas de unión al ADN, tales como los factores de transcripción, se ligan preferentemente.  Estas regiones o secuencias reguladoras, que corresponden a tramos normalmente cortos del ADN, se encuentran posicionadas adecuadamente en el genoma, usualmente a una corta distancia “corriente arriba” del gen que regulan.  Como ejemplo, estas proteínas reguladoras pueden reclutar el complejo proteico ARN polimerasa y, de esta forma, controlar la expresión génica y, por lo tanto, la expresión de las proteínas.        
Las secuencias reguladoras se pueden encontrar también en el ARN mensajero (ARNm), pero no están, en general, tan bien estudiadas como las del ADN.  Podrían enlazar a proteínas de unión al ARN o micro ARN (miRNA).

## Ejemplos
- Caja CAAT
- Caja CCAAT
- Operador, elemento de un operón
- Caja Pribnow
- Caja TATA
- Elemento SECIS, ARNm
- Señal de poliadenilación, ARNm
- Caja A
- Caja Z
- Caja C
- Caja E
- Caja G

## Enlasez externos
- ORegAnno - Open Regulatory Annotation Database Archivado el 21 de marzo de 2021 en Wayback Machine.

- Datos: Q3238407